# Associação de Voleibol da África do Sul
A Associação de Voleibol da África do Sul  (em inglêsːVolleyball South Africa,VSA) é  uma organização fundada em 1992 que governa a pratica de voleibol na África do Sul, sendo membro da Federação Internacional de Voleibol e da Confederação Africana de Voleibol, a entidade é responsável por  organizar  os campeonatos nacionais de  voleibol masculino e feminino no país.